# Guto'r Glyn
Guto'r Glyn est un poète gallois du XVe siècle. Il subsiste environ 120 de ses poèmes, dont la plupart chantent les louanges de divers mécènes. Sa carrière s'étend des années 1430 aux années 1480, et ses voyages l'ont conduit à travers tout le pays de Galles, ainsi qu'en France durant les dernières années de la guerre de Cent Ans. Il se range du côté de la maison d'York durant la guerre des Deux-Roses, composant des poèmes pour le roi Édouard IV et de grands seigneurs yorkistes, comme le comte de Pembroke. Il termine sa vie à l'abbaye de Valle Crucis, près de Llangollen, où il est inhumé.